# Nghi tần
Nghi tần Hoàng thị (chữ Hán: 儀嬪黄氏; ? - 1735), là một phi tần của Thanh Cao Tông Càn Long Hoàng đế.

## Tiểu sử
Nghi tần Hoàng thị không rõ năm sinh và ngày sinh, vốn xuất thân Bao y Quản lĩnh hạ nhân, nhưng không rõ kỳ tịch. Dựa vào việc bà thuộc Nội vụ phủ (tức Thượng tam kỳ Bao y) cùng việc nâng thành Tương Hoàng kỳ Bao y về sau, Hoàng thị nguyên bổn có lẽ thuộc Chính Hoàng kỳ hoặc Chính Bạch kỳ. Cha bà là Mang Mẫn (戴敏), nguyên là Phó Tổng lãnh sự tại Viên Minh Viên. Không rõ thời gian Hoàng thị hầu hạ Càn Long Đế, chỉ biết bà vốn là Cách cách khi ông chỉ mới là Hoàng tứ tử Hoằng Lịch. Vào năm Ung Chính thứ 5 (1727), số lượng Cách cách hầu hạ cho Hoằng Lịch đã lên đến tám đến chín người, Hoàng thị có khả năng đã là một trong số đó.
Năm Ung Chính thứ 13 (1735), ngày 3 tháng 9 (âm lịch), Bảo Thân vương Hoằng Lịch kế vị, sử gọi [Càn Long Đế].
Ngày 24 tháng 9 (âm lịch) cùng năm, Càn Long Đế ra chỉ tấn phong phi tần. Theo chỉ dụ của Càn Long Đế dụ cho Nội các, thì Trắc phúc tấn Cao thị làm Quý phi, Trắc phúc tấn Na Lạp thị làm Phi, còn Cách cách Tô thị cùng Hoàng thị đều phong Tần, dưới nữa có Cách cách Kim thị làm Quý nhân, Cách cách Hải thị và Cách cách Trần thị đều thụ phong Thường tại. Khi ấy chưa có lễ sách phong, cũng chưa định huy hiệu, vì vậy Hoàng thị tạm gọi là [Hoàng tần; 黃嬪]. Cùng lúc đó, Càn Long Đế gia thưởng nâng kỳ cho Quý phi, đem thành Mãn Châu Tương Hoàng kỳ, còn Tần Hoàng thị được gia ân nâng thành Tương Hoàng kỳ Bao y, thuộc Tá lĩnh.
Cách thời điểm gia tấn phong hiệu không lâu, Hoàng thị qua đời, ước chừng từ ngày 25 tháng 9 (âm lịch) cùng năm ấy đến cuối tháng 11. Bởi vậy, tài liệu hồ sơ năm Càn Long nguyên niên (1736) đều không còn xuất hiện ghi chép về Hoàng thị nữa. Ngoài ra trong Hoàng triều văn điển (皇朝文典) cũng xuất hiện bài tế văn cho Hoàng tần vào năm Ung Chính thứ 13, càng thêm chắc chắn thời điểm qua đời của bà.
Năm Càn Long nguyên niên (1736), ngày 28 tháng 9 (âm lịch), sách tặng Tần Hoàng thị làm [Nghi tần; 儀嬪]. Sách văn viết:
| “                                | 宮闈軫賢才之輔，位號追崇，典章昭嬪御之儀，苾芬式廌，禮殷舊眷，言煥新綸，爾儀嬪黃氏秉性柔嘉，持身謹慎，自充藩邸，襄內治以維功，遽掩層幃，念徽音而永悼，方膺冊命宜備哀榮，特遣耑員，用申告祭，嗚呼令名無替，庶表德於來茲，渥寵有加，彌愴懷於既往，靈其不昧，尚克歆承。 . Cung vi chẩn hiền tài chi phụ, vị hào truy sùng, điển chương chiêu tần ngự chi nghi, bật phân thức trĩ, lễ ân cựu quyến, ngôn hoán tân luân. Nhĩ Nghi tần Hoàng thị, bỉnh tính nhu gia, trì thân cẩn thận, tự sung phiên để, tương nội trị dĩ duy công, cự yểm tằng vi, niệm huy âm nhi vĩnh điệu, phương ưng sách mệnh nghi bị ai vinh, đặc khiển đoan viên, dụng thân cáo tế. Ô hô! Lệnh danh vô thế, thứ biểu đức vu lai tư, ác sủng hữu gia, di sảng hoài vu kí vãng, linh kỳ bất muội, thượng khắc hâm thừa. | ” |
| — Sách tế văn Nghi tần Hoàng thị | |   |

Năm Càn Long thứ 11 (1746), ngày 27 tháng 10 (âm lịch), quan tài nhập Phi viên tẩm của Dụ lăng, Thanh Đông lăng.

## Phim ảnh
| Năm  | Phim ảnh              | Diễn viên           | Nhân vật                |
| 2017 | Như Ý truyện (如懿傳) | Hàn Đan Đồng 韓丹彤 | Hoàng Kỳ Doanh (黃綺瑩) |